# András Szatmári
András Szatmári (Budapest, 3 de febrero de 1993) es un deportista húngaro que compite en esgrima, especialista en la modalidad de sable.
Participó en dos Juegos Olímpicos de Verano, obteniendo dos medallas en la prueba por equipos, bronce en Tokio 2020 (junto con Tamás Decsi, Csanád Gémesi y Áron Szilágyi) y plata en París 2024 (con Csanád Gémesi, Krisztián Rabb y Áron Szilágyi).
Ganó nueve medallas en el Campeonato Mundial de Esgrima entre los años 2014 y 2023, y ocho medallas en el Campeonato Europeo de Esgrima entre los años 2013 y 2025.

## Palmarés internacional
| Juegos Olímpicos   | Juegos Olímpicos        | Juegos Olímpicos  | Juegos Olímpicos  |
| Año                | Lugar                   | Medalla           | Prueba            |
| ------------------ | ----------------------- | ----------------- | ----------------- |
| 2020               | Tokio (Japón)           | Medalla de bronce | Sable por equipos |
| 2024               | París (Francia)         | Medalla de plata  | Sable por equipos |
| Campeonato Mundial |                         |                   |                   |
| Año                | Lugar                   | Medalla           | Prueba            |
| 2014               | Kazán (Rusia)           | Medalla de bronce | Sable por equipos |
| 2016               | Río de Janeiro (Brasil) | Medalla de plata  | Sable por equipos |
| 2017               | Leipzig (Alemania)      | Medalla de oro    | Sable individual  |
| 2017               | Leipzig (Alemania)      | Medalla de plata  | Sable por equipos |
| 2018               | Wuxi (China)            | Medalla de bronce | Sable por equipos |
| 2019               | Budapest (Hungría)      | Medalla de plata  | Sable individual  |
| 2019               | Budapest (Hungría)      | Medalla de plata  | Sable por equipos |
| 2022               | El Cairo (Egipto)       | Medalla de plata  | Sable por equipos |
| 2023               | Milán (Italia)          | Medalla de oro    | Sable por equipos |
| Campeonato Europeo |                         |                   |                   |
| Año                | Lugar                   | Medalla           | Prueba            |
| 2013               | Zagreb (Croacia)        | Medalla de plata  | Sable por equipos |
| 2015               | Montreux (Suiza)        | Medalla de bronce | Sable por equipos |
| 2017               | Tiflis (Georgia)        | Medalla de bronce | Sable por equipos |
| 2018               | Novi Sad (Serbia)       | Medalla de oro    | Sable por equipos |
| 2019               | Düsseldorf (Alemania)   | Medalla de plata  | Sable por equipos |
| 2022               | Antalya (Turquía)       | Medalla de oro    | Sable por equipos |
| 2023               | Plovdiv (Bulgaria)      | Medalla de plata  | Sable individual  |
| 2025               | Génova (Italia)         | Medalla de oro    | Sable por equipos |